# Abbaye de Saint-Georges-sur-Loire
Pour les articles homonymes, voir Abbaye Saint-Georges.
L'abbaye de Saint-Georges-sur-Loire est une ancienne abbaye située à Saint-Georges-sur-Loire, en France. Elle accueille désormais la mairie de la commune.

## Localisation
L'abbaye est située dans le département français de Maine-et-Loire, sur la commune de Saint-Georges-sur-Loire.

## Historique
L'édifice est inscrit au titre des monuments historiques en 1961, classé en 1973 et inscrit en 1988.
Une flamme de la Poste des années 1980 au nom de la commune de Saint-Georges-sur-Loire montre à parts égales les dessins de l'abbaye locale et du château de Serrant.